# Dominik Šorf
Dominik Šorf (* 23. ledna 1998 Praha) je český lední hokejista hrající na pozici brankáře.

## Život
Svá mládežnická a juniorská léta strávil v klubu HC Slavia Praha. Když se na začátku října roku 2016 objevily zprávy o finančních obtížích tohoto klubu a vedení plánovalo nejdražší hráče rozprodat, ohradil se mužský tým proti tomuto kroku a odmítl odjet na soutěžní zápas do Prostějova. A protože již utkání nebylo možné odložit, nechalo vedení klubu – v obavách z možných následků nenastoupení k zápasu – odehrát zápas s Prostějovem své juniory, kteří v ten samý den již odehráli utkání s Jihlavou ve své soutěži (1:6). Prostějovské utkání slávističtí junioři prohráli v poměru 0:13 a Šorf si tak připsal první start v ledním hokeji mezi muži. Po utkání však diváci slávistické hráče za jejich výkon ocenili potleskem ve stoje.
Následující sezónu (2017/2018) nastupoval za juniory Slavie, nicméně k jednomu zápasu opět nastoupil i za muže a další utkání odehrál na hostování v Nymburce. Další ročník pravidelně nastupoval za muže Slavie a na tři utkání vypomáhal opět v rámci hostování Letňanům. Ač i nadále patřil pražské Slavii, v dalších sezónách za ni nenastupoval a hostoval v dalších klubech. Během ročníku 2019/2020 v Táboře, další dvě sezóny strávil v Příbrami.

## Statistiky kariéry
| Sezóna    | Tým                | Liga    | Z  | GAA   | %úsp. | ČK |
| --------- | ------------------ | ------- | -- | ----- | ----- | -- |
| 2016/2017 | HC Slavia Praha    | WSM     | 1  | 13,00 | 76,40 | 0  |
| 2017/2018 | HC Slavia Praha    | WSM     | 1  | 0,00  | 100   | 1  |
| 2017/2018 | NED Hockey Nymburk | 2. liga | 1  | 1,00  | -     | 0  |
| 2018/2019 | HC Slavia Praha    | Chance  | 25 | 3,15  | 89,90 | 0  |
| 2018/2019 | HC Letci Letňany   | 2. liga | 3  | 5,39  | -     | 0  |
| 2019/2020 | HC Tábor           | 2. liga | 26 | 2,48  | 91,09 | 2  |
| 2020/2021 | HC Příbram         | 2. liga | 4  | 2,45  |       | 0  |
| 2021/2022 | HC Příbram         | 2. liga |    |       |       |    |